# 公知申請
公知申請（こうちしんせい）とは承認事項一部変更承認申請の一形態であり、日本における医薬品について、外国での承認・使用実績および根拠となる資料が入手できる際に、科学的根拠に基づいて公知であると認められ、臨床試験の全部または一部を新たに実施することなく効能または効果等の承認が可能となる制度である。
医薬品の承認が欧米より遅れているドラッグ・ラグにより、日本で医薬品が承認されていない用法等で用いられる適応外使用を解消することが目的である。

## 内容
1999年2月、厚生省健康政策局研究開発振興課長と厚生省医薬安全局審査管理課長の連名の通知により、十分な科学的根拠のある適応外使用は薬事法による製造または輸入の承認を受けるべきとし、次に掲げる場合は、治験の全部または一部を省略しても医薬品を承認申請できることとなった。
- 外国において、既に当該効能または効果等により承認され、医療における相当の使用実績があり、その審査当局に対する承認申請に添付されている資料が入手できる場合
- 外国において、既に当該効能または効果等により承認され、医療における相当の使用実績があり、国際的に信頼できる学術雑誌に掲載された科学的根拠となり得る論文または国際機関で評価された総説等がある場合
- 公的な研究事業の委託研究等により実施されるなどその実施に係る倫理性、科学性および信頼性が確認し得る臨床試験の試験成績がある場合

公知申請には、薬事・食品衛生審議会の事前審査を経てから行なう場合と、事前審査なしに行なう場合がある。事前審査が終了した適応については独立行政法人医薬品医療機器総合機構が公表している。制度開始後2019年12月までの20年間に公知申請により日本で承認されたものは219品目（承認された全医薬品の11.8%）であった。公知申請による承認品目数の経年変化をみてみると、2000年から承認が始まり、2011年には34品目と最大となり、その後減少したが、2019年においても8品目が承認された。

## 健康保険上の扱い
公知申請が受理された適応外薬については、保険外併用療養費制度の評価療養として保険診療との併用が可能である。また、薬事・食品衛生審議会において公知申請を行っても差し支えないと事前評価された医薬品ついては、薬事承認前であっても保険適用になる。